# Roberto Cabral del Hoyo
Roberto Cabral del Hoyo (Zacatecas, Zacatecas, 7 de agosto de 1913 - 4 de octubre de 1999) Fue un poeta mexicano, considerado uno de los mayores exponentes de la poesía mexicana moderna. 

## Biografía
En junio de 1930 participa en un concurso de oratoria convocado por El Universal. Triunfa en la eliminatoria estatal y tiene la oportunidad de asistir a la eliminatoria nacional, celebrada en la Ciudad de México. En ella es derrotado pero al conocer a varias personas que al igual que él se interesan por la literatura gana algo mucho más importante: su pasión por la literatura revive.
El poeta, solo, sin padre se refugia en la poesía. Se introduce poco a poco en el mundo de las letras.
A partir de los diecisiete o dieciocho años, frecuenta La Peña Literaria, que se formó en 1931 para festejar el centenario del Instituto de Ciencias (hoy Universidad). En donde criticaban y evaluaban sus propios textos y el legado que Ramón López Velarde les había heredado. En ese mismo año don Roberto suspende sus estudios e inicia a trabajar en Tesorería General del Estado, se hace cargo económicamente de sus hermanas María Luisa y Amalia. Posteriormente se regresa a la hacienda para administrarla lo cual nunca pudo hacer. 

### Vida literaria
Empezó tarde a escribir poesía, pues no fue sino hasta 1941 cuando aparecen sus primeras composiciones, pero de allí en adelante, agarró vuelo y fue muy prolífico dejando varios libros de su cosecha. Ya radicado en la Ciudad de México, de 1938 a 1948, escribe, dirige y produce programas de radio para la XEW, XEQ y Radio Mil. En ese mismo año de 1948, Editorial Cultura le publica su segundo libro De tu amor y de tu olvido y otros poemas. De 1948 a 1949 fue subdirector de Radio Educación, SEP, y en 1950 la Editorial STYLO le publica su tercer libro, Por merecer la gracia.
Es considerado por muchos uno de los mayores exponentes del soneto y la poesía moderna. Podemos recordar a este poeta oriundo de Zacatecas por el manejo magistral de los sonetos, elegante y sensible, haciendo que la métrica y el ritmo se conjuguen en intensos versos impregnados de sentimiento. Su extraordinaria exquisitez literaria lo hizo pertenecer al Grupo de los Ocho, junto con importantes poetas como Alejandro Avilés, Efrén Hernández, Dolores Castro y Rosario Castellanos. Su poesía discurre entre los distintos sentimientos del ser humano pero también homenajea a Zacatecas en muchas de sus obras.

### Trayectoria como servidor público
Su trayectoria como servidor público también fue ejemplar desempeñándose como director de Servicios Turísticos de gobierno federal, así como subdirector de Radio Educación, donde nunca dejó de lado el compromiso con la niñez y juventud de México.
Regresa a Zacatecas a pasar sus últimos días, siempre al pendiente de la institución que hoy lleva su nombre, estando en contacto con maestros, directivos y alumnos.

### Muerte
Murió a causa de una pulmonía el lunes 4 de octubre de 1999, sus restos fueron trasladados a su natal Zacatecas, donde fueron recibidos por el gobernador de la entidad, Ricardo Monreal Ávila. Posteriormente, se le rindió homenaje, primero en el patio central del Palacio de Gobierno y después en la LVI Legislatura del estado. Su cuerpo fue cremado y más tarde sus cenizas depositadas por sus hijos Roberto, María Luisa y Laura en la biblioteca Roberto Cabral del Hoyo. 
Frase célebre: nadie puede decir: "Voy a ser poeta, porque esa facultad es un don que da Dios, la poesía no está a voluntad de uno, es un misterio del creador".
Cuando una vez le preguntaron cuál era su método de trabajo, confesó que la búsqueda de sí mismo, la soledad, el aislamiento, la sombra a lo que podría llamarse la comunión con Dios y la belleza eterna. Decía que Los Contemporáneos y los modernos habían ejercido influencia en él, pero sobre todo su paisano Ramón López Velarde: tuve que luchar por dejar de parecerme a él.
Desde muy joven se trasladó a la ciudad de México a probar fortuna y desde entonces realizó diversos trabajos de tipo radiofónico y editorial, sin embargo al paso de los años regresó a su terruño, no sé si he cometido un error, si es un acierto porque Zacatecas está muy cambiada, pero regresé a buscar la Zacatecas de mi infancia, de mi juventud, así que no me daré por vencido, la tendré que encontrar.

## Obras
- De poesía, 1941.
- De tu amor y de tu olvido y otros poemas, 1948, Editorial Cultura.
- Por merecer la gracia, 1950.
- Romance de Zacatecas, 1952.
- En 1959 la Editorial Jus le publicó su libro Contra el oscuro viento.
- En 1962 Editorial Jus le publicó su libro Tres de sus palabras.
- En 1964, Editorial Castalia le publicó su libro Palabra.
- En 1966 la Editorial Ecuador O. O. O. le publicó su libro Potra de nácar.
- En 1968 Cuadernos de Cultura Popular le publicó su libro De mis raíces de la tierra.
- En 1970 el Fondo de Cultura Económica le publicó Rastro en la Arena.
- En 1971 el Gobierno del Estado de Zacatecas le publicó 19 de Junio.
- Poesía incompleta, 1971.
- En 1980 el Fondo de Cultura Económica (FCE) le publicó su libro Obra poética.
- En 1985 el FCE le publicó Reflexiones poéticas en San Ángel.